# Санабрия, Антонио
Арна́льдо Анто́нио Сана́брия Ая́ла (исп. Arnaldo Antonio Sanabria Ayala; 4 марта 1996, Сан-Лоренсо, Парагвай) — парагвайский футболист, нападающий итальянского клуба «Торино» и национальную сборную Парагвая.

## Клубная карьера
Антонио начинал свою карьеру в мини-футболе, откуда и попал в большой футбол. В 2004 году он присоединился к академии известного парагвайского клуба «Серро Портеньо». В 2007 году он вместе с родителями переехал в Испанию, где начал заниматься в системе скромного клуба «Ла Бланка Субур». В составе этой команды ему удалось забить 70 голов за сезон. После этого достижения к игроку стали присматриваться «Барселона» и мадридский «Реал».
К академии «Барселоны» Антонио присоединился в 2009 году, в тринадцатилетнем возрасте. После двух сезонов адаптации, на третий Антонио стал лучшим бомбардиром команды в категории Кадете А, забив 26 голов в 28 матчах. Сезон 2012/13 Антонио провёл в категории Хувениль А, миновав категорию Хувениль Б. В 2012 году он тренировался с главной командой клуба. В 2014 году Антонио покинул каталонскую команду.
14 января 2014 года в СМИ появилась информация, что Санабрия переходит в «Рому» за 5 миллионов евро.
29 января 2014 года форвард был направлен в аренду из «Ромы» в «Сассуоло» до конца сезона 2013/14.

## Карьера в сборной
С 2012 года Антонио выступает за юношескую сборную Парагвая, а с 2013 года — за «молодёжку». 14 августа 2013 года он дебютировал за национальную сборную Парагвая в товарищеском матче против сборной Германии. Он стал самым молодым игроком, когда-либо выходившим в составе парагвайцев, на момент дебюта ему было 17 лет 5 месяцев и 10 дней. 7 сентября того же года Антонио сыграл за сборную в матче отбора на Чемпионат Мира 2014 против сборной Боливии.

### Матчи за сборную
| Матчи Санабрии за сборную Парагвая | Матчи Санабрии за сборную Парагвая | Матчи Санабрии за сборную Парагвая | Матчи Санабрии за сборную Парагвая | Матчи Санабрии за сборную Парагвая | Матчи Санабрии за сборную Парагвая | Матчи Санабрии за сборную Парагвая |
| ---------------------------------- | ---------------------------------- | ---------------------------------- | ---------------------------------- | ---------------------------------- | ---------------------------------- | ---------------------------------- |
| №                                  | Дата                               | Оппонент                           | Счёт                               | Голы Санабрии                      | Соревнование                       |                                    |
| 1                                  | 14 августа 2013                    | Германия                           | 3-3                                | 0                                  | Товарищеский матч                  |                                    |
| 2                                  | 7 сентября 2013                    | Боливия                            | 4-0                                | 0                                  | Отбор ЧМ 2014                      |                                    |
| 3                                  | 16 октября 2013                    | Колумбия                           | 1-2                                | 0                                  | Отбор ЧМ 2014                      |                                    |
| 4                                  | 15 ноября 2014                     | Перу                               | 2-1                                | 0                                  | Товарищеский матч                  |                                    |
| 5                                  | 28 мая 2016                        | Мексика                            | 0-1                                | 0                                  | Товарищеский матч                  |                                    |

## Стиль игры
По стилю игры и физическим данным Антонио напоминает Карима Бензема. Очень подвижен, техничен и быстр. Хорошо играет головой.

## Личная жизнь
Отец — Антонио Санабрия-старший, мать Ширли. Имеет братьев Жоэля и Лукаса, а также сестру Тамару. Своим кумиром считает бывшего нападающего сборной Бразилии Роналдо.